# Arielle Dombasle

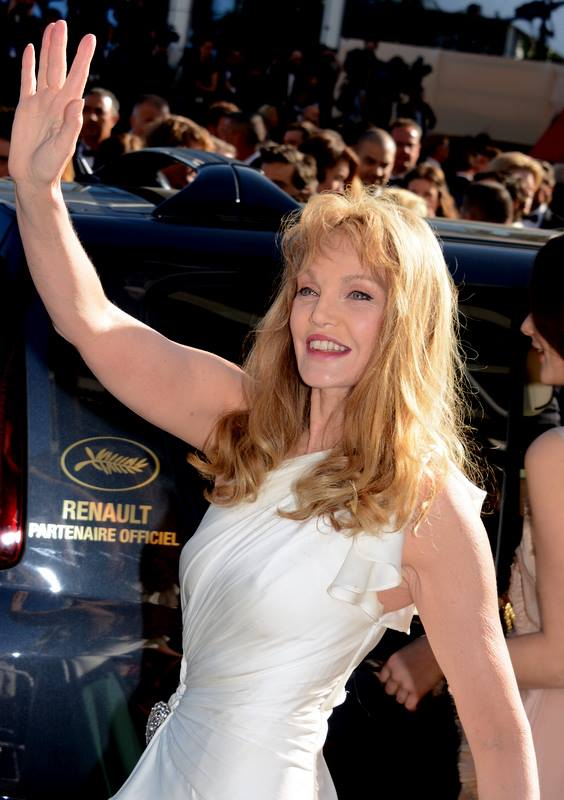
Arielle Dombasle (2013)

Arielle Dombasle ([dɔ̃bal], * 27. April 1953 in Hartford, Connecticut, Vereinigte Staaten als Arielle Laure Maxime Sonnery de Fromental) ist eine französische Schauspielerin, Sängerin und Regisseurin.

## Leben
Bekannt wurde Dombasle 1983 mit dem Film Pauline am Strand unter der Regie von Éric Rohmer. Für Meine Heldin (L’ennui) wurde sie 1999 als Beste Nebendarstellerin für einen César nominiert.
2017 nahm sie an der achten Staffel der Fernseh-Tanzshow Danse avec les stars teil.
Seit 1993 ist Dombasle mit dem französischen Philosophen Bernard-Henri Lévy verheiratet.

## Filmografie (Auswahl)
- 1979: Tess
- 1981: Die Früchte der Leidenschaft (Les fruits de la passion)
- 1982: Die schöne Hochzeit (Le beau mariage)
- 1983: Pauline am Strand (Pauline à la plage)
- 1984: Lace (Miniserie, zwei Folgen)
- 1985: Miami Vice (Absolut Miami)
- 1986: Die Frau vom Boß (The Boss’ Wife)
- 1989: In 80 Tagen um die Welt (Around The World In 80 Days, Fernsehserie)
- 1989: Trau keinem Schurken (Try this One for Size)
- 1992: Zwischensaison (Hors saison)
- 1993: Der Baum, der Bürgermeister und die Mediathek oder Die 7 Zufälle (L’Arbre, le Maire et la Médiathèque)
- 1994: Little Indian (Un indien dans la ville)
- 1995: Un bruit qui rend fou
- 1997: J’en suis!
- 1998: Meine Heldin (L’ennui)
- 1998: Que la lumière soit!
- 1999: Die wiedergefundene Zeit (Le temps retrouvé)
- 1999: Asterix und Obelix gegen Caesar (Astérix et Obélix contre César)
- 2000: Liebeslust und Freiheit (Le libertin)
- 2000: Vatel
- 2001: Die starken Seelen (Les âmes fortes)
- 2004: Wenn ich ein Star bin (Quand je serai star)
- 2004: Le courage d’aimer
- 2005: Nouvelle chance
- 2006: Der Ruf der Gradiva (Gradiva (C’est Gradiva qui vous appelle))
- 2006: Milady
- 2008: Bonjour Sagan (Sagan)
- 2008: Die Möglichkeit einer Insel (La possibilité d’une île)
- 2009: Eine Filmreise ins Begehren (La traversée du désir)
- 2011: Das Meer am Morgen (La mer à l’aube)
- 2011: Crédit pour tous
- 2013: Opium
- 2014: Valentin Valentin
- 2018: Alien Crystal Palace
- 2018: Ma mère est folle
- 2020: Trop Jeune pour moi
- 2023: Alibi.com 2
- 2023: La Fille et le Garçon
- 2023: Swing Rendez-Vous
- 2023: Les Secrets de la princesse de Cadignan

## Diskografie (Auswahl)

### Alben
- 2000: Liberta
- 2002: Extase
- 2004: Amor Amor
- 2006: C’est si bon
- 2009: Glamour à Mort !
- 2011: Diva Latina
- 2013: Arielle Dombasle by ERA
- 2015: French Kiss
- 2016: La Rivière Atlantique (with Nicolas Ker)
- 2018: Les Parisiennes (with Inna Modja, Mareva Galanter and Helena Noguerra)
- 2020: Empire (with Nicolas Ker)
- 2024: Iconics

### Singles
- 2009: Extraterrestre
- 2024: Olympics
- 2024: Jingle Bells